# Maurice của Battenberg
Maurice của Battenberg (Maurice Victor Donald; 3 tháng 10 năm 1891 – 27 tháng 10 năm 1914) là thành viên của Gia tộc Battenberg xứ Hessen và Vương thất Anh mở rộng, con trai của Beatrice của Liên hiệp Anh và Heinrich xứ Battenberg và là cháu út của Victoria I của Luên hiệp Anh. Vì qua đời trước khi Vương thất Anh từ bỏ tước hiệu Đức của họ trong Chiến tranh thế giới thứ nhất và Gia tộc Battenberg đổi tên thành Mountbatten nên Maurice không phải từ bỏ tước hiệu.